# Adonisea gaurae
Adonisea gaurae är en fjärilsart som beskrevs av Smith 1797. Adonisea gaurae ingår i släktet Adonisea och familjen nattflyn. Inga underarter finns listade i Catalogue of Life.